# Тепекьой (вилает Родосто)
Тепекьой или  Стерне  или  Стерна (на турски: Tepeköy) е село в Източна Тракия, Турция, Вилает Родосто.

## История
При избухването на Балканската война в 1912 година един жител на селото е доброволец в Македоно-одринското опълчение.

## Личности
Родени в Тепекьой
- Анастасиос Козма Манда (1893 – ?), македоно-одрински опълченец, 1 рота на 4 битолска дружина[2]